# بورتوبالو دي كابو باسيرو
بورتوبالو دي كابو باسيرو (بالإيطالية: Portopalo di Capo Passero)‏ هي بلدية في مقاطعة سرقوسة في صقلية (إيطاليا). تقع حوالي 220 كم إلى الجنوب الشرقي من باليرمو وحوالي 45 كيلومترا إلى الجنوب الغربي من سيراكيوز. اعتباراً من 31 ديسمبر 2004، كان عدد سكانها 3617 نسمة ومساحتها 14.9 كيلومتر مربع.

## المناخ
يظهر الجدول التالي التغييرات المناخية على مدار السنة لبورتوبالو دي كابو باسيرو:
| البيانات المناخية لـبورتوبالو دي كابو باسيرو                            | البيانات المناخية لـبورتوبالو دي كابو باسيرو | البيانات المناخية لـبورتوبالو دي كابو باسيرو | البيانات المناخية لـبورتوبالو دي كابو باسيرو | البيانات المناخية لـبورتوبالو دي كابو باسيرو | البيانات المناخية لـبورتوبالو دي كابو باسيرو | البيانات المناخية لـبورتوبالو دي كابو باسيرو | البيانات المناخية لـبورتوبالو دي كابو باسيرو | البيانات المناخية لـبورتوبالو دي كابو باسيرو | البيانات المناخية لـبورتوبالو دي كابو باسيرو | البيانات المناخية لـبورتوبالو دي كابو باسيرو | البيانات المناخية لـبورتوبالو دي كابو باسيرو | البيانات المناخية لـبورتوبالو دي كابو باسيرو | البيانات المناخية لـبورتوبالو دي كابو باسيرو |
| الشهر                                                                   | يناير                                        | فبراير                                       | مارس                                         | أبريل                                        | مايو                                         | يونيو                                        | يوليو                                        | أغسطس                                        | سبتمبر                                       | أكتوبر                                       | نوفمبر                                       | ديسمبر                                       | المعدل السنوي                                |
| ----------------------------------------------------------------------- | -------------------------------------------- | -------------------------------------------- | -------------------------------------------- | -------------------------------------------- | -------------------------------------------- | -------------------------------------------- | -------------------------------------------- | -------------------------------------------- | -------------------------------------------- | -------------------------------------------- | -------------------------------------------- | -------------------------------------------- | -------------------------------------------- |
| الدرجة القصوى °م (°ف)                                                   | 20.6 (69.1)                                  | 23.0 (73.4)                                  | 29.4 (84.9)                                  | 31.0 (87.8)                                  | 35.0 (95.0)                                  | 40.4 (104.7)                                 | 42.0 (107.6)                                 | 39.8 (103.6)                                 | 38.0 (100.4)                                 | 32.2 (90.0)                                  | 26.8 (80.2)                                  | 22.0 (71.6)                                  | 42.0 (107.6)                                 |
| متوسط درجة الحرارة الكبرى °م (°ف)                                       | 15.3 (59.5)                                  | 15.6 (60.1)                                  | 16.7 (62.1)                                  | 18.8 (65.8)                                  | 22.5 (72.5)                                  | 26.8 (80.2)                                  | 29.8 (85.6)                                  | 30.3 (86.5)                                  | 27.6 (81.7)                                  | 23.7 (74.7)                                  | 19.7 (67.5)                                  | 16.7 (62.1)                                  | 22.0 (71.6)                                  |
| المتوسط اليومي °م (°ف)                                                  | 12.3 (54.1)                                  | 12.4 (54.3)                                  | 13.4 (56.1)                                  | 15.3 (59.5)                                  | 18.9 (66.0)                                  | 22.9 (73.2)                                  | 25.7 (78.3)                                  | 26.6 (79.9)                                  | 24.2 (75.6)                                  | 20.6 (69.1)                                  | 16.7 (62.1)                                  | 13.7 (56.7)                                  | 18.6 (65.5)                                  |
| متوسط درجة الحرارة الصغرى °م (°ف)                                       | 9.4 (48.9)                                   | 9.2 (48.6)                                   | 10.0 (50.0)                                  | 11.7 (53.1)                                  | 15.3 (59.5)                                  | 19.0 (66.2)                                  | 21.6 (70.9)                                  | 22.8 (73.0)                                  | 20.7 (69.3)                                  | 17.5 (63.5)                                  | 13.6 (56.5)                                  | 10.7 (51.3)                                  | 15.1 (59.2)                                  |
| أدنى درجة حرارة °م (°ف)                                                 | 0.0 (32.0)                                   | 0.1 (32.2)                                   | 0.0 (32.0)                                   | 5.0 (41.0)                                   | 7.8 (46.0)                                   | 12.0 (53.6)                                  | 14.0 (57.2)                                  | 16.3 (61.3)                                  | 11.8 (53.2)                                  | 7.6 (45.7)                                   | 3.0 (37.4)                                   | 1.5 (34.7)                                   | 0.0 (32.0)                                   |
| الهطول مم (إنش)                                                         | 69.9 (2.75)                                  | 50.4 (1.98)                                  | 31.3 (1.23)                                  | 22.1 (0.87)                                  | 15.9 (0.63)                                  | 1.5 (0.06)                                   | 5.4 (0.21)                                   | 8.1 (0.32)                                   | 40.3 (1.59)                                  | 81.7 (3.22)                                  | 68.5 (2.70)                                  | 89.2 (3.51)                                  | 484.3 (19.07)                                |
| متوسط أيام هطول الأمطار (≥ 1.0 mm)                                      | 7.6                                          | 6.3                                          | 4.9                                          | 3.9                                          | 2.2                                          | 0.4                                          | 0.3                                          | 0.6                                          | 3.3                                          | 6.4                                          | 6.8                                          | 8.2                                          | 50.9                                         |
| متوسط الرطوبة النسبية (%)                                               | 76                                           | 75                                           | 72                                           | 72                                           | 71                                           | 68                                           | 66                                           | 69                                           | 72                                           | 75                                           | 75                                           | 76                                           | 72                                           |
| المصدر #1: Servizio Meteorologico                                       |                                              |                                              |                                              |                                              |                                              |                                              |                                              |                                              |                                              |                                              |                                              |                                              |                                              |
| المصدر #2: الإدارة الوطنية للمحيطات والغلاف الجوي (humidity, 1961–1990) |                                              |                                              |                                              |                                              |                                              |                                              |                                              |                                              |                                              |                                              |                                              |                                              |                                              |

## السكان
في سنة 1861 بلغ عدد السكان 412 نسمة، وتطور العدد ليصل في سنة 2011 لـ 3٬749 نسمة.
يظهر هذا المخطط البياني تطور النمو السكاني لـ بورتوبالو دي كابو باسيرو